# 小沼幹止
小沼 幹止（こぬま かんし、1912年 - 2004年9月8日）は日本の著作家、作詞家。

## 人物
青森県を中心に活動。脚本を担当した青森放送のラジオ番組「北の潮騒」は長寿番組となった。小沼幹止は複数のペンネームを使い分けていたことが知られており、東奥日報が15,000号発行を記念して制作した「東奥音頭」の歌詞募集で二等に選ばれた小木瑠窓（同曲の4番の歌詞に採用）、「ねぶた音頭」作詞者の北野明と同一人物とされる。なお別名義の北野明は氷川きよし「初恋列車」などの作曲者として知られる北野明（太田美知彦）とは別人である。

## 主な作品
著書、編書
- 小沼幹止他『青森県民謡集 唄の玉手箱』青森県レクリエーション研究会、1956年
- 小沼幹止『成田雲竹翁物語 民謡五十年』青森県レクリエーション研究会、1957年
- 小沼幹止『八甲田物語』放送ジャーナル、1971年
- 小沼幹止『うたのほんこ』放送ジャーナル、1972年
- こぬまかんし他『青森県気ままな一日旅行 67市町じまんの唄と名所めぐり』放送ジャーナル、1973年
- 小沼幹止『北の潮騒』放送ジャーナル、1977年
- 小沼幹止『北の潮騒 地獄の門番』『北の潮騒 鳩胸の女』放送ジャーナル、1977年
- 小沼幹止『北の潮騒 龍飛の詩』『北の潮騒 北海の親方群像』放送ジャーナル、1980年
- 小沼幹止『北の潮騒 蒼海の巌湖城』放送ジャーナル、1980年
- 小沼幹止『北の潮騒 要塞と鯛の佳鱗糖』放送ジャーナル、1980年
- 小沼幹止『軍政秘話 真実の記録』放送ジャーナル、1980年
- 小沼幹止『合浦公園さいぐべし』放送ジャーナル、1982年
- 小沼幹止『青森市の歴史散歩』よしのや本間書店、1984年
- 小沼幹止『善知鳥の宮』岡田書店、1986年

楽曲
- 北野明 作詞『青森県民の歌』 - 東奥日報創刊70周年記念曲。正式な県民歌としては制定されていない。
- 北野明 作詞『ねぶた音頭』